# 迷子 to MYSELF
「迷子 to MYSELF」（まいご・トゥ・マイセルフ）は、日本のロックバンド・Hundred Percent Freeの2作目のシングル。

## 概要
- 前作「Hello Mr. my yesterday」から約2ヶ月ぶりのシングル。
- 表題曲はTBS系列『COUNT DOWN TV』のエンディングテーマに起用された[1]。
- 前作に引き続きジャケットはビーイング所属のデザイナーが手掛けており、SIGをモチーフにしたキャラクター・ハンシーと、KAZをモチーフにしたキャラクター・ハンズが描かれている[2][3]。

## 収録曲
1. 迷子 to MYSELF
作詞：SIG、Ko-KI
作曲：SIG
編曲：寺地秀行、Hundred Percent Free
コーラスアレンジ：寺地秀行
SIGが2009年のライブハウスツアー『JAP∞PARADE09〜REBOOT EXTRA～』宮城公演の空いた時間にデモを制作、同年秋にレコーディングされた。前作のカップリング曲「Boom Boom Dreamer」同様、ダンス・ロック色の強い楽曲だが、SIG曰く「パンク・ロックの要素を加味している」とのこと。歌詞は迷ったり自分を疑ったり傷ついたりしながらも、自分自身を取り戻す様を書いており、それに因みタイトルも「迷子から自分自身」という意味を表している。なお、タイトルはSIGが音楽プロデューサーの榎本と相談して考案された[2]。
2. BE WITH YOU...
作詞：Tack、Ko-KI
作曲：SIG
編曲：Hundred Percent Free
ストックしていたデモをリアレンジして制作された、SIG曰く「実験的な曲」で、普段使用しない音使いやコード使いなどでアダルトな雰囲気を出したという[2]。
3. Hello Mr. my yesterday (Hybrid-GT ReMix)
作詞：Tack、Ko-KI、L(R)UCCA
作曲：TAKA
リミックス：B-BURG
榎本から提案されて制作された、前作の表題曲のリミックスバージョン。特にコンセプトは設けず、B-BURGがやりたいことを詰め込んだという。タイトルはギターの音色にこだわっていることを意味しているが、ボーカルやラップの部分は原曲から変えていない。このことについてB-BURGは「刻んで全く違うものを作り上げるってのはそれはそれで面白い部分ももちろんあるが、このバンドの曲をリミックスするという時にリミックスであれその部分は外したくなかった。」と語っている[2]。
4. 迷子 to MYSELF (Instrumental)
作曲：SIG
編曲：寺地秀行、Hundred Percent Free
コーラスアレンジ：寺地秀行
表題曲のインストゥルメンタル。
5. BE WITH YOU... (Instrumental)
作曲：SIG
編曲：Hundred Percent Free
カップリング曲のインストゥルメンタル。

## 参加ミュージシャン
Hundred Percent Free
- Tack：Vocal & MC
- Ko-KI：Vocal & MC
- SIG：Guitar
- KAZ：Drums
- B-BURG：Hybrid Programming

## タイアップ
- TBS系列音楽番組『COUNT DOWN TV』2010年3月度エンディングテーマ (#1)

## 収録アルバム
- JET!JET!!JET!!! (#1)
- 百年物語〜The Complete Best〜 (#1)